# 点苍山
点苍山（白语：Jinl‧col‧kuil，意为“熊跳山”），俗称苍山，古籍有称玷苍山、大理山、熊苍山等，南诏时封为中岳山，也曾被附会为佛经中的灵鹫山，位于云南省大理白族自治州，地跨大理市、漾濞县、洱源县3县市，东临洱海，长约50千米，宽约20千米，位于滇中高原和横断山区交界处，是云岭山脉的一部分，因蒼山山頂过去曾終年積雪不化，故名點蒼，南詔時代曾被冊封為雲南境內的中嶽。共有19个主要山峰，其海拔多在3500米以上，最高峰為馬龍峰海拔达4122米。每两座山峰间的山谷有一条溪流，便是著名的十八溪。苍山于2005年9月被国土资源部批准为国家地质公园，于2014年9月被联合国教科文组织批准为世界地质公园。大理苍山洱海景区已被列入联合国教科文组织世界遗产预备名单。

## 十九峰十八溪
苍山十九峰自北向南依次为：云弄峰、沧浪峰、五台峰、莲花峰、白云峰、鹤云峰、三阳峰、兰峰峰、雪人峰、应乐峰、观音峰、中和峰、龙泉峰、玉局峰、马龙峰、圣应峰、佛顶峰、马耳峰、斜阳峰。
苍山十八溪自北向南依次为：霞移溪、万花溪、阳溪、芒涌溪、锦溪、灵泉溪、白石溪、双鸳溪、隐仙溪、梅溪、桃溪、中溪、绿玉溪、龙溪、清碧溪、莫残溪、葶萤溪、阳南溪。

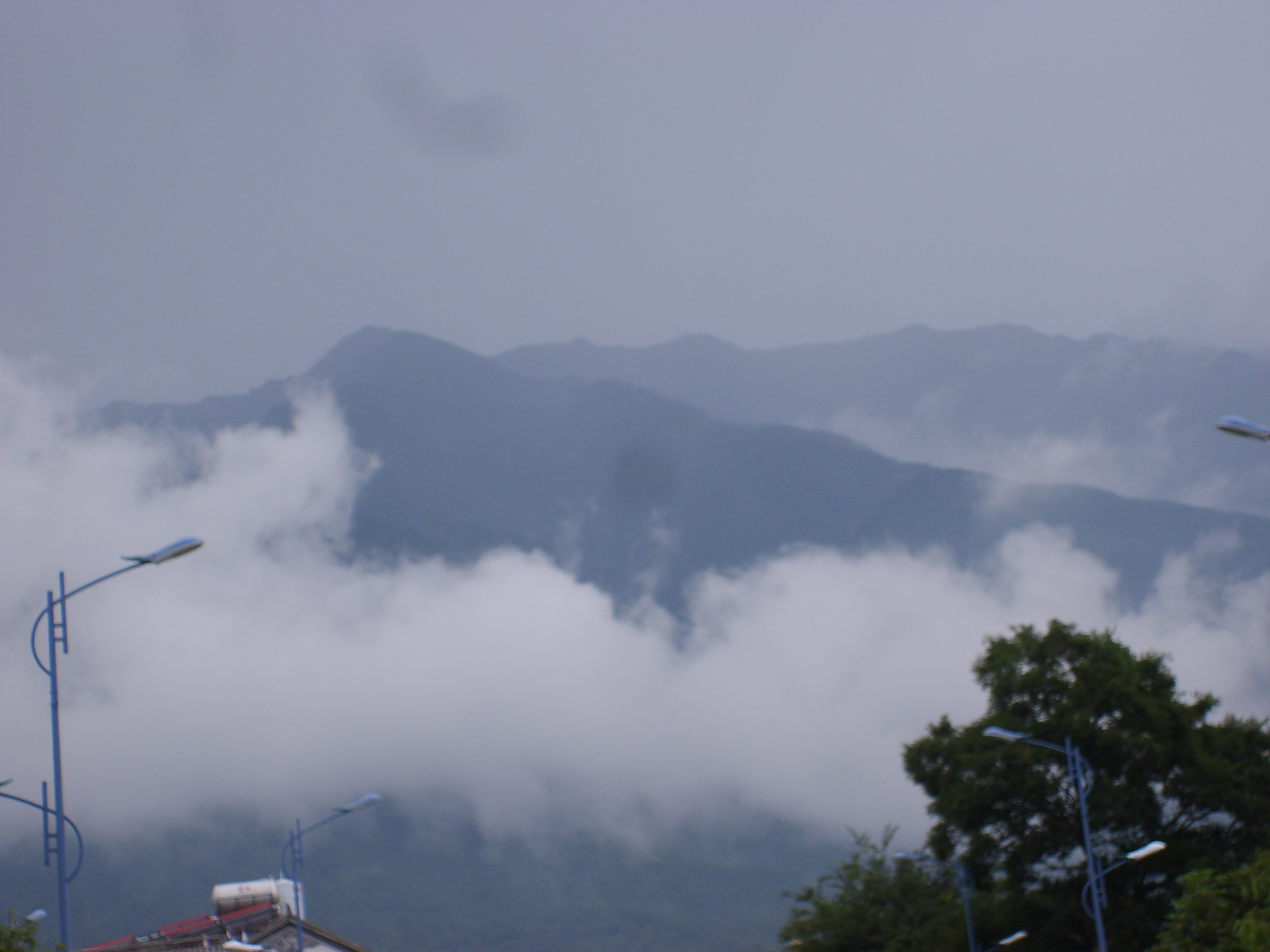
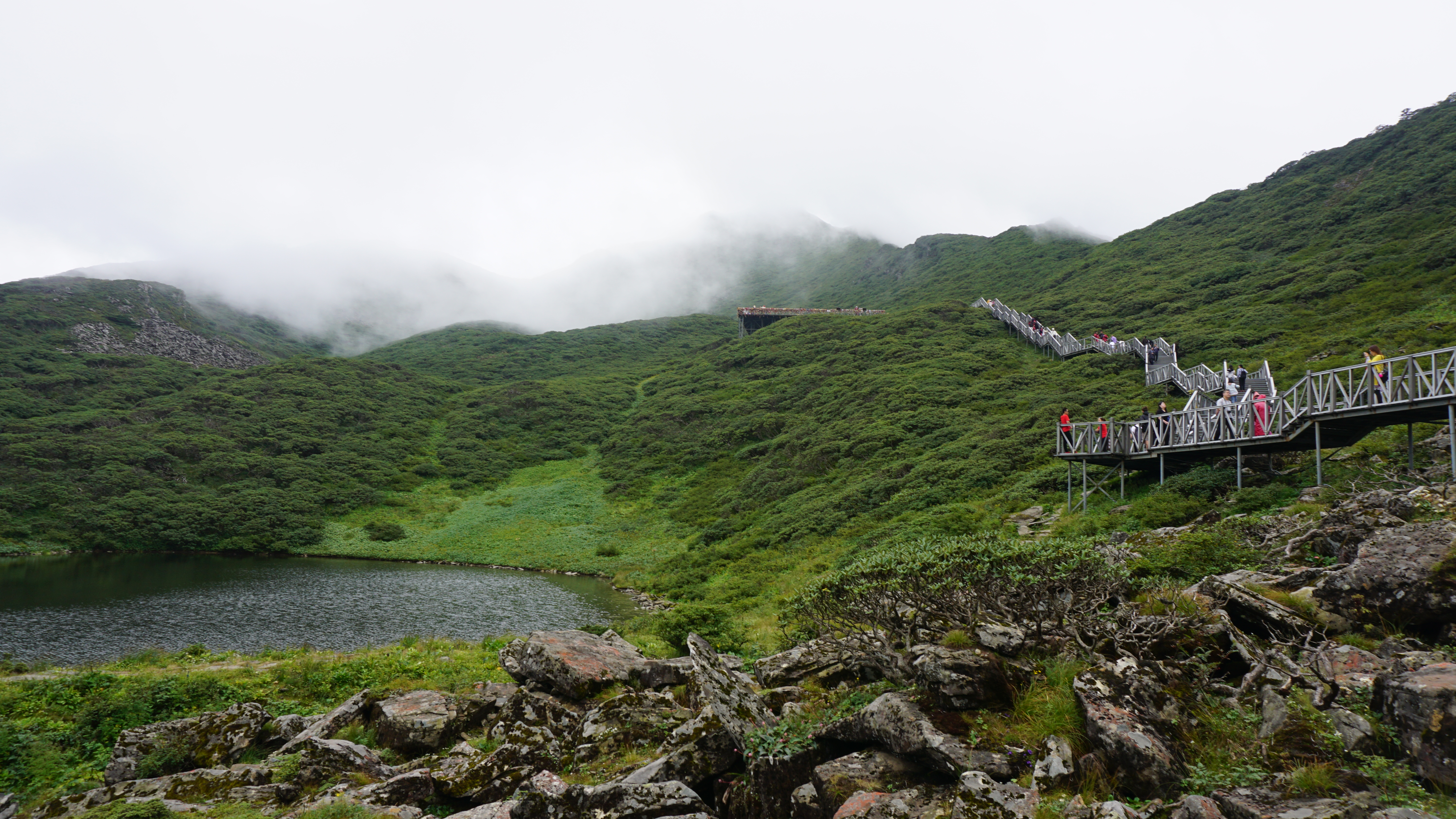
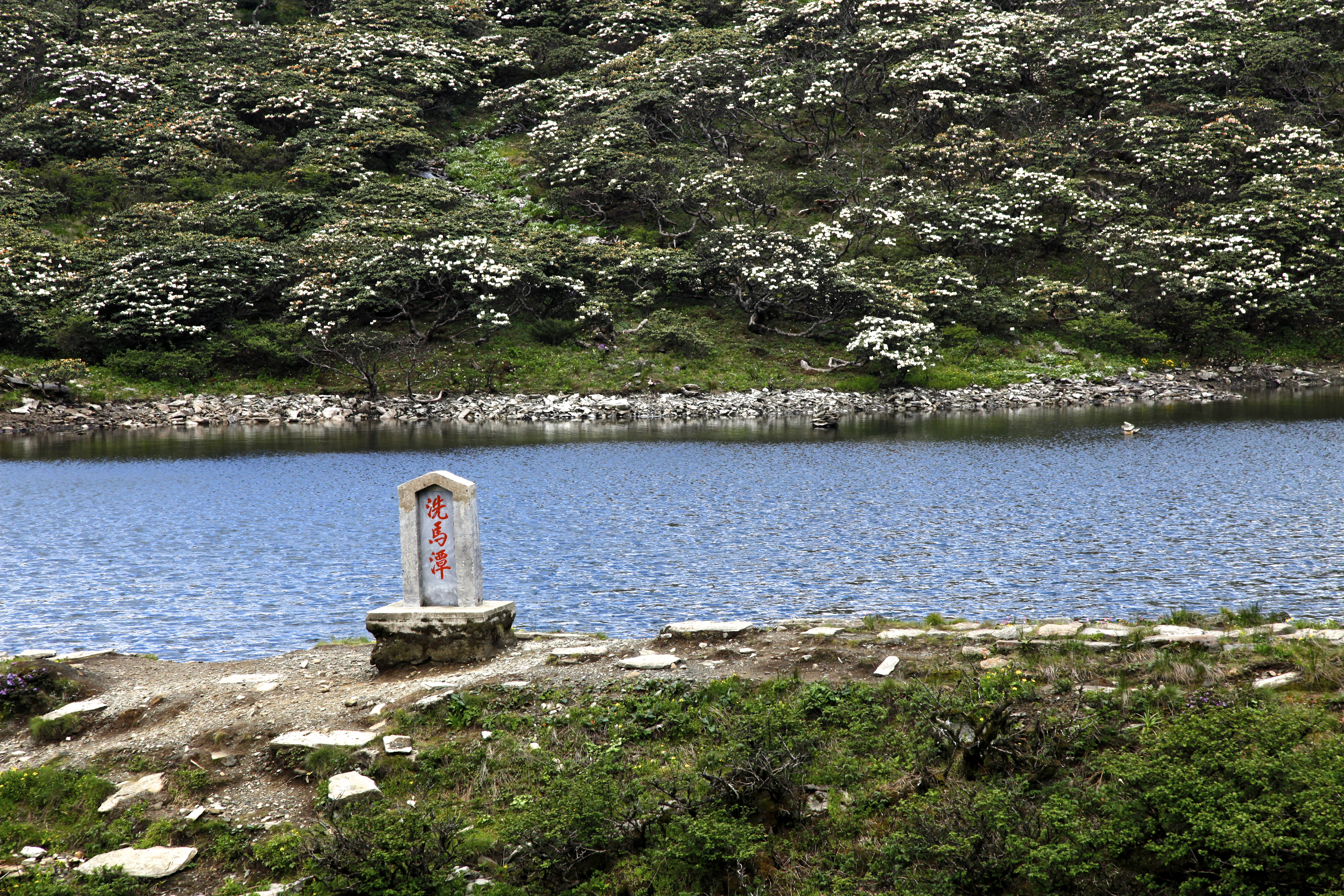
洗马潭
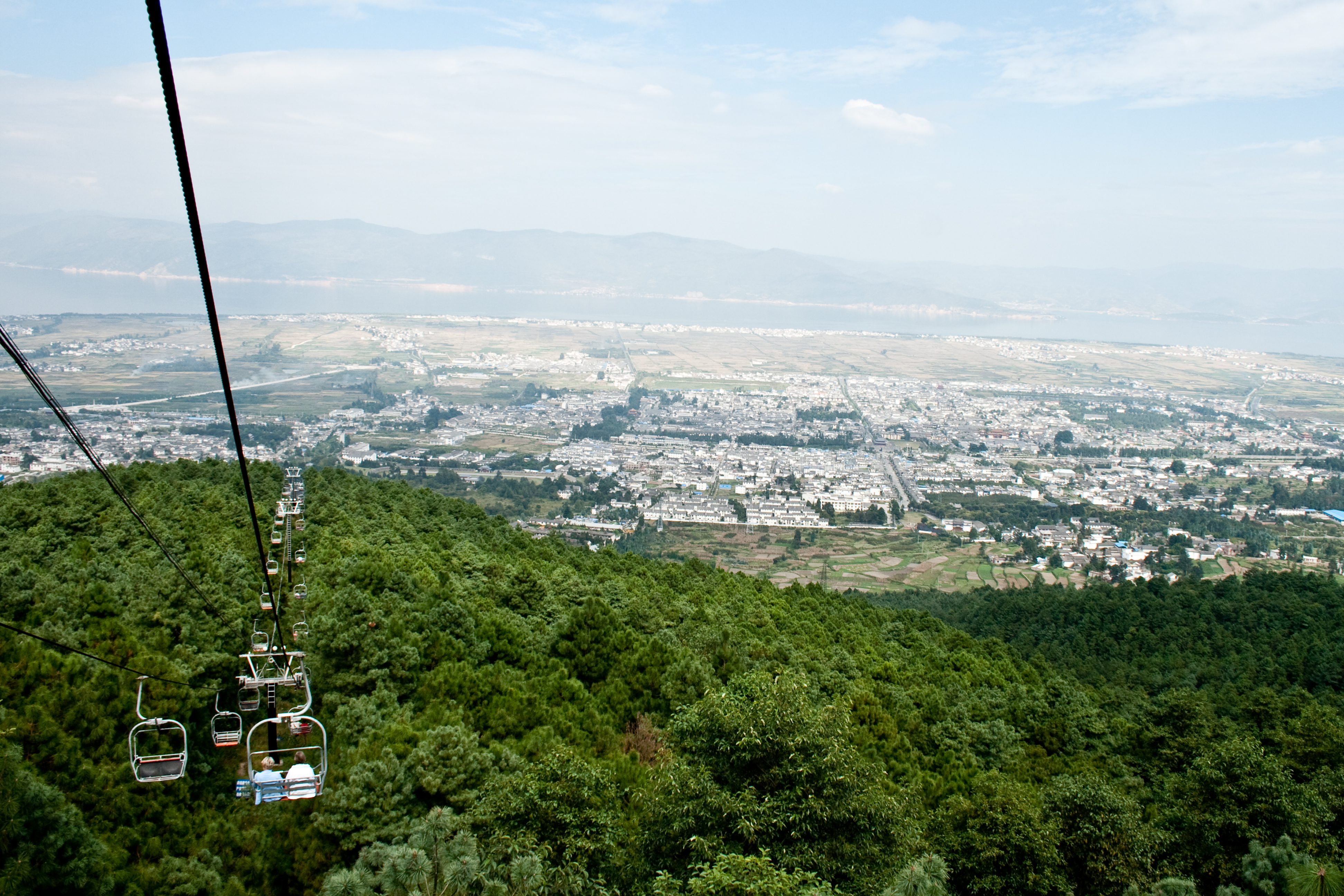
苍山索道
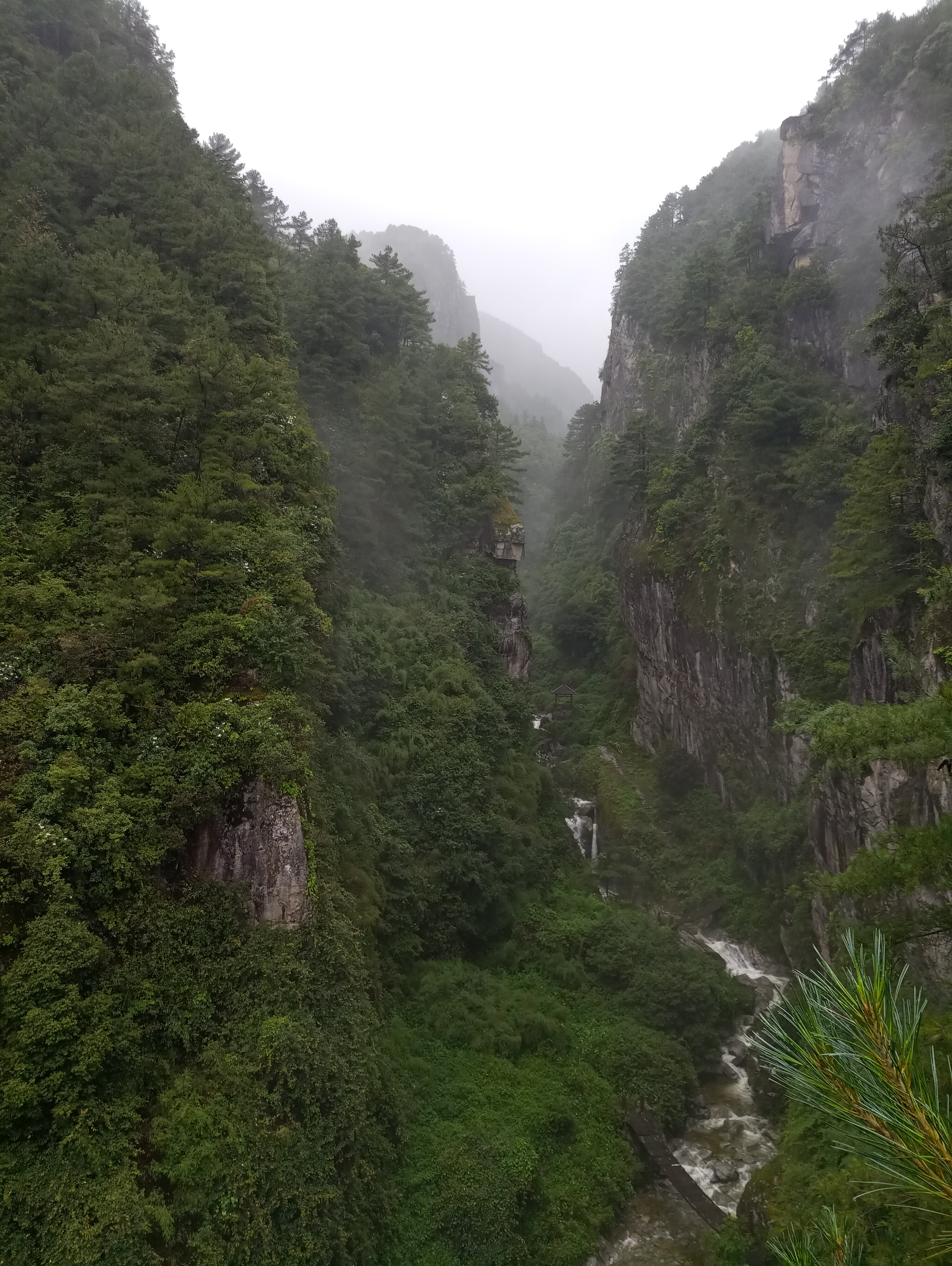
苍山大峡谷

## 延伸阅读
[在维基数据编辑]
 《欽定古今圖書集成·方輿彙編·山川典·點蒼山部》，出自陈梦雷《古今圖書集成》